# The Superman Family
The Superman Family fue una revista de historietas de la editorial estadounidense DC Comics publicadas entre 1974 y 1982 presentando historias de personajes relacionados con Superman. El término "Superman Family" usualmente se refiere a la extensa galería de personajes en las historietas asociados con Superman. Una serie con nombre similar, Superman Family Adventures fue publicada en 2012.

## Historia de la publicación
The Superman Family fue el resultado de la unión de los títulos Superman's Girl Friend, Lois Lane, Superman's Pal Jimmy Olsen y Supergirl. El primer número, el 164, tomó la numeración de Jimmy Olsen, el cual llegó al número 163 siendo el título de más larga duración. Lois Lane había llegado al 137, mientras que la más nueva Supergirl solo tenía 9 números en su haber en ese entonces. Un décimo y último número de Supergirl fue publicado cinco meses después del lanzamiento de Superman Family.
The Superman Family pasó por dos distintas fases. En sus comienzos, y hasta el número 181, los tres personajes principales rotaban nuevas historias en cada número con reediciones de los otros personajes. Los primeros seis némueros (164 al 169) fueron en el formato de 100 Páginas y Nick Cardy fue el artista encargado de las tapas. Hubo cambios importantes en el escenario de las aventuras de Supergirl durante sus historias en el título. Ella se mudó a Florida para ingresar a la facultad en el número 165. En una "Historia imaginaria" ubicada en un posible futuro en el número 200, a Supergirl, ahora conocida como Superwoman, se la muestra como Governora del estado de Florida en su identidad secreta de Linda Danvers. Ella se muda de Florida a New York para comenzar una carrera de actriz de novelas en el número 208.
Luego de la cancelación del título Super-Team Family, una historia en la que Supergirl formaba equipo con la Patrulla Condenada originalmente pensada para publicarse en ese título fue publicada entre los números 191 a 193 de The Superman Family. Supergirl peleó contra Encantadora entre los números 204 y 205 y formó equipo con la Legión de Super-Héroes en el número 207.
A partir del número 182, de marzo/abril de 1982) The Superman Family fue la primera serie de un dólar de DC Comics en pasar a tener 80 páginas, con 64 páginas de nuevas historias. La publicación comenzó con una regularidad bimestral y pasó a ser serie mensual en 1981 a partir del número 207.

## Featured series
- Lois Lane: Las aventuras de Lois Lane, donde generalmente se enfrentaba a criminales. (números 166, 169, 172, 175, 178 y 181 al 222)
- Supergirl: Aventuras de Supergirl. (165, 168, 171, 174, 177, 180 y 182 al 222)
- Jimmy Olsen—Aventuras de Jimmy Olsen. (164, 167, 170, 173, 176, 179 y 182 al 222)
- Superboy: Aventuras del Superman de la Edad de Plata acturando de adolescente. Esta serie continuó desde Adventure Comics 458 y luego continuó en su propio título en 1980, The New Adventures of Superboy. (182, 191 al 198)
- The Private Life of Clark Kent: Aventuras de Clark Kent en las cuales él usaba sus poderes y habilidades sin transformarse en Superman. Estas historias se trasladaron desde el título Superman luego del número 328 de esa serie.[12] (182, 191 al 196) Luego de la cancelación de The Superman Family volvió al título Superman por dos apariciones más en los números 371 y 373.
- Mr. and Mrs. Superman: Las aventuras del Superman de Tierra-2 y su esposa Lois Lane Kent. Estas historias fueron traídas de la revista Superman luego del número 329 de esa serie.[12] (195, 196, 198, 199 y 201 al 222)
- Krypto: Las aventuras del perro de Superman, ayudado por el detective Ed Lacy. (182 al 192)
- Nightwing and Flamebird: Las aventuras de la segunda encarnación del equipo de héroes Nightwing y Flamebird (Van-Zee y Ak-Var) en la ciudad embotellada de Kandor. (182 al 194)

DC Comics publicó otros títulos estilo ... Family. Estos incluyeron Batman Family (1975 a 1978), Super-Team Family (1975 a 1978) y Tarzan Family (1975 a 1976). Como regla general, los otros títulos ... Family contenían mayormente reediciones de historias con más páginas y un precio más alto que otros títulos de DC Comics.
Tras el número 222 (septiembre de 1982), The Superman Family fue cancelada y reesplazada por The Daring New Adventures of Supergirl, donde por un tiempo se presentaron historias de complemento de "Lois Lane".

## Superman Family Adventures
En 2012 DC lanzó una nueva serie titulada Superman Family Adventures escrita por Art Baltazar yd Franco Aureliani y dibujada por Baltazar. Baltazar y Aureliani son los ganadores en 2011 del Premio Eisner en la categoría "Best Publication for Kids" por su trabajo en el título Tiny Titans en DC Comics.
Fuzzy, el Ratón Krypto, un personaje que apareció en una sola historia en Superboy 65 en junio de 1958 inspiró un personaje similar creado por Baltazar para Superman Family Adventures. Superman Family Adventures terminó en su número 12.

## Recopilaciones
- Superman: The Adventures of Nightwing and Flamebird recopila la historia de Jimmy Olsen en The Superman Family 173 y las historias de Nightwing y Flamebird en The Superman Family 183 al 194, 144 páginas, octubre de 2009, ISBN 140122525X[18]
- Deadman Book Three incluye la historia de Lois Lane de The Superman Family 183, 176 páginas, diciembre de 2012, ISBN 978-1401237288